# Peri Baumeister
Peri Baumeister (Berlino, 1986) è un'attrice tedesca.

## Filmografia parziale

### Cinema
- Tabu - Es ist die Seele ein Fremdes auf Erden, regia di Christoph Stark (2011)
- Russendisko, regia di Oliver Ziegenbalg (2012)
- Feuchtgebiete, regia di David Wnendt (2013)
- Irre sind männlich, regia di Anno Saul (2014)
- Halbe Brüder, regia di Christian Alvart (2015)
- Unsere Zeit ist jetzt, regia di Martin Schreier (2016)
- Liliane Susewind - Ein tierisches Abenteuer, regia di Joachim Masannek (2018)
- Dreigroschenfilm, regia di Joachim Lang (2018)
- Blood Red Sky, regia di Peter Thorwarth (2021)
- Liebesdings, regia di Anika Decker (2022)

### Televisione
- Un marito fedele (Männertreu) - film TV (2014)
- Kampen om tungtvannet - miniserie TV, 6 episodi (2015)
- Il commissario Schumann (Der Kriminalist) - serie TV, un episodio (2015)
- Il commissario Lanz (Die Chefin) - serie TV, un episodio (2016)
- The Last Kingdom - serie TV, 9 episodi (2017-2018)
- Skylines - serie TV, 6 episodi (2019)
- 9 Tage wach - film TV (2020)
- Neuland - miniserie TV, 6 episodi (2022)
- Il cane che dorme (Schlafende Hunde) - serie TV, 6 episodi (2023)
- Das Signal - Segreti dallo spazio (Das Signal) - miniserie TV, 4 episodi (2024)